# Jerusalimski sabor
Јерусалимски сабор је сабор апостола, епископа и Христових ученика одржан око 51. године у Јерусалиму и описан у Делима апостолским Светога Писма.
Када се хришћанство почело ширити по целоме свету и мноштво незнабожаца почело примати хришћанску веру, међу хришћанима је избило двоумљење. Хришћани међу Јудејима почели су тврдити, да хришћани међу незнабожцима морају строго чувати обредни закон Мојсијев , иначе да се они не могу спасти. Поводом тога, међу хришћанима десили су се ватрени спорови.
Хришћани јеврејске народности сматрали су своју нову веру само наставком старе вере, поправљеном јеврејском вером. Због тога је код тих хришћана у Антиохији избило незадовољство, што људи из других вера и народа постају хришћани, а не испуњавају прописе Мојсијева обредног закона (обрезање, прања, постови и сл.). Дошло је до спорова. Ни поједини апостоли се нису слагали у томе питању. Павле је отишао у Јерусалим да са осталим апостолима реши то питање. 
Самостално, ниједан од апостола није могао решити тако важно питање. То их је приморало да се заједно са свештеницима и епископима , сагласно заповести Христовој (Матеј 18,17), саберу на први Апостолски Сабор у Јерусалиму, 51 године.
Након дугих спорова узео је реч апостол Петар, и рекао, да Господ, изабравши њега на почетку за обраћење незнабожаца, није одредио никакву разлику између незнабожаца и Јудеја и свима је подједнако даровао Духа Светога, па према томе, хришћанима међу незнабожцима није нужно да испуњавају обредни закон Мојсијев. "Ми верујемо" - завршио је своје речи апостол - да се благодаћу Господа Исуса Христа спасавамо".
На крају сабора апостол Јаков је одобрио мишљење апостола Петра, доказујући, да се оно саглашава са пророчанством (Амос 9, 11-12), а према томе, и са Божанственим предодређењем. Он је предложио: "да се не праве тешкоће онима од незнабожаца који се обраћаjу Богу; али они су дужни да живе у чистоти и светости и да не чине другима оно, што не желе себи".
Овај предлог апостола Јакова био је прихваћен од целог Сабора, једнодушно, и прихваћен као саборска одлука. О томе су обавештени сви хришћани писмено (Саборном посланицом), која је почињала речима: "Угодно Духу Светоме и нама"... (Јован 16, 13; 14, 16)